# هکروبیا

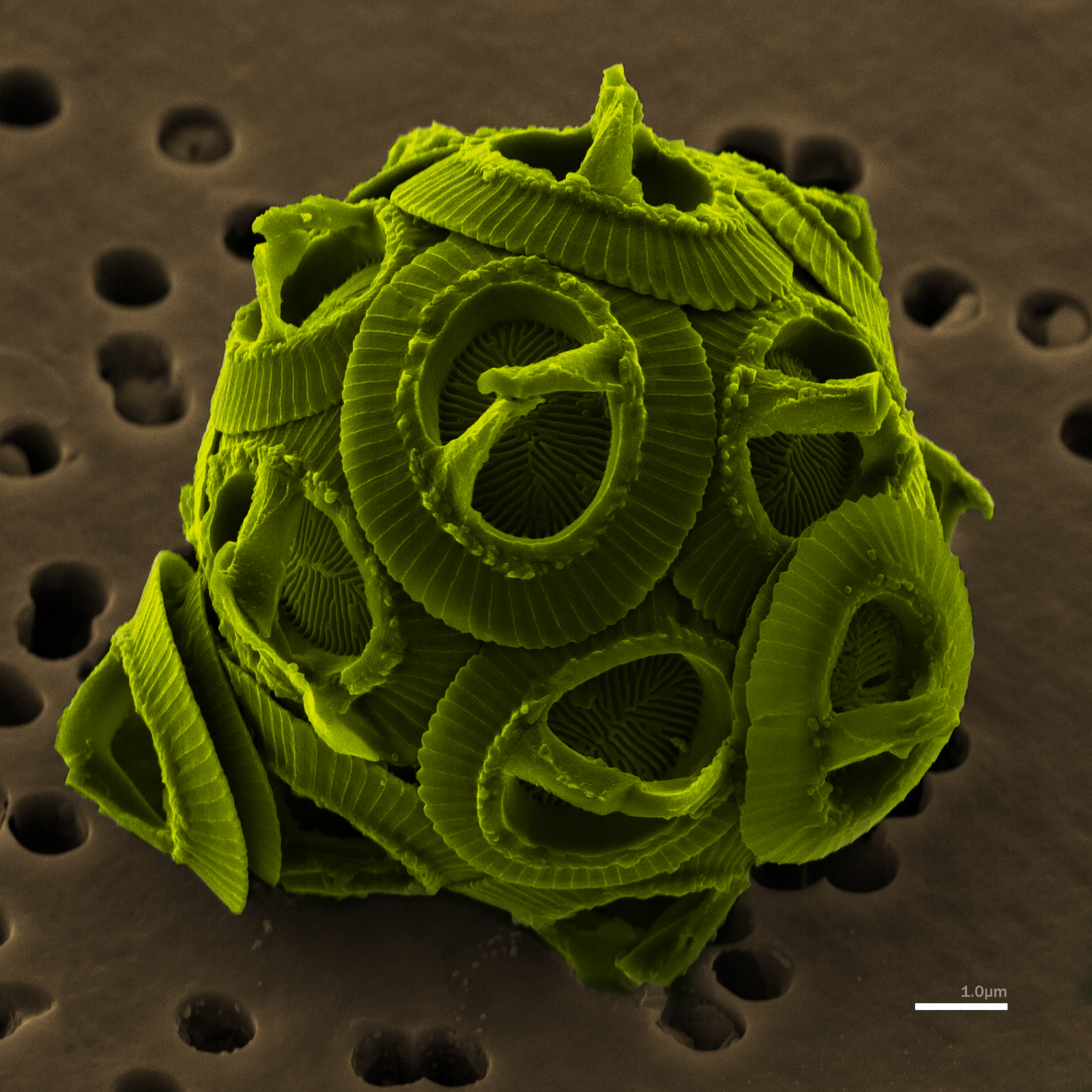
The coccolithophore Gephyrocapsa oceanica

هکروبیا (انگلیسی: Hacrobia) گروهی از جاندران فرمانروی یوکاریوت‌ها و زیرمجموعه دوتاژکان هستند.
در گذشته تقسیم بندیهای مختلفی وجود داشت ازجمله دوتاژکان به گروههای برون‌کافتگان Excavata ، باستان‌گیاهیان (Archaeplastida؛ گیاهان و جلبکها) و هکروبیا (هکروبیا) و SAR supergroup = ناجورتاژکان + حبابچه‌داران + ریزاریا تقسیم میشدند ؛ تک تاژکان به گروههای پشت‌تاژکان (جانوران و قارچها) و آمیبوزوا (Amoebozoa). امروزه این تقسیم بندی کمتر بکار می‌رود.